# Henrik Wickström
Henrik Wickström, född 16 september 1994 i Ingå, är en finländsk politiker (Svenska folkpartiet). Han är ledamot av Finlands riksdag sedan 2023.
Wickström blev invald i riksdagen i riksdagsvalet 2023 med 7 306 röster från Nylands valkrets.
Wickström är även sedan 2017 ordförande i Ingås kommunstyrelse.

## Partiledarkandidatur
Den 27 februari 2024 aviserade den den sittande partiordföranden Anna-Maja Henriksson att hon avgår vid nästa ordförandeval. Den 8 mars meddelade Wickström att han kandiderar i valet om att bli partiets ordförande. Den 16 juni drog Wickström tillbaka sin kandidatur bara timmar före omröstningen. Han motiverade tillbakadragandet med att han ville att den nye ordföranden skulle få ett starkt mandat. Till ordförande valdes Anders Adlercreutz med siffrorna 183-84 mot Otto Andersson.